# Anatoli Mohilev
 (novembre 2022).
Si vous disposez d'ouvrages ou d'articles de référence ou si vous connaissez des sites web de qualité traitant du thème abordé ici, merci de compléter l'article en donnant les références utiles à sa vérifiabilité et en les liant à la section « Notes et références ».
Anatoli Vladimirovitch Moguiliov (en russe : Анатолий Владимирович Могилёв), en ukrainien Anatoly Mohiliov, né le 6 avril 1955 à Petropavlovsk-Kamtchatski en URSS (dans l'Extrême-Orient russe), est une personnalité politique ukrainienne russophone. Du 11 mars 2010 au 7 novembre 2011, il était ministre de l'Intérieur dans le cabinet de Mykola Azarov, puis du 8 novembre 2011 au 27 février 2014, Premier ministre de la république autonome de Crimée.

## Biographie
Moguilov fait des études de physique puis enseigne la physique. En 1982, il change de profession pour travailler dans la police criminelle au ministère de l'Intérieur. Onze ans plus tard, en 1993 (après la chute de l'URSS), il est diplômé de l'école supérieure du ministère de l'Intérieur ukrainien. Il est longtemps en poste à Makiïvka dans l'oblast de Donetsk. En 2007, il dirige la police de la république autonome de Crimée avec le rang de général-major. Il est favorable à la candidature de Viktor Ianoukovytch à la présidentielle de 2010, bien que sa fonction impose théoriquement la neutralité. Il s'est fait connaître par ses positions hostiles et ouvertement racistes aux Tatars de Crimée. Il est suspendu le 27 février 2014, au début de la crise de Crimée, et contraint à démissionner avec son cabinet. Il est remplacé par le pro-russe Sergueï Aksionov, qui appelle à un référendum le 30 mars suivant sur le statut de la Crimée au sein de l'Ukraine ou sur un rattachement à la Russie. Moguilov se réfugie alors dans la capitale Kiev.